# Charles Barton (cestista)
Charles Barton (Luleå, 7 gennaio 1992) è un cestista svedese.